# Tropicalísimo Apache
Tropicalísimo Apache es un grupo de cumbia originario de Torreón, Coahuila, México. Es un grupo musical de cumbia muy popular en la  década de los años 1980 y 1990 en el norte de México, su fama ha traspasado fronteras, llevando a muchos lugares su estilo de música tropical poniendo en alto el nombre de México y sobre todo el nombre de su tierra natal Torreón, Coahuila. Tropicalísimo Apache se ha presentado en conciertos de la talla de Los Tigres Del Norte, Marco Antonio Solís, Rigo Tovar, Bronco, Los Temerarios, por mencionar algunos, e incluso llegó a compartir escenario frente a ellos en varias partes donde se presentaban en giras mundiales, hasta llegar a presentarse en la boda de Pedro Quintanilla.

## Historia

### Inicios
La agrupación se inició en los años 70 tocando en muchos eventos sociales, con un repertorio amplio y muy buena interpretación de música de esta época. Contando con el nombre de Banda Apache, grabaron su primer LP, en el que se pueden escuchar covers de temas de esa década.
Fue a principios de los años 80 cuando decidieron probar suerte grabando música bailable de corte tropical, siendo la compañía PolyGram (hoy Universal Music) quien aceptó la propuesta musical, con la que firmaron un contrato de grabación y distribución, adaptando el nombre a Tropicalísimo Apache.
La agrupación originalmente estaba formada por: Arturo Ortiz en la trompeta, voz; Pedro Ortiz Solís, en el saxofón; José Inés Ortiz Solís, en los teclados y voz; Víctor Manuel Solís, en la voz; Francisco Cuevas, en la guitarra (el cual solo grabaría "demos" del primer material), cambiando por Francisco Santacruz, antes de que la disquera autorizará dicho material (la burlona); Vicente Macías, en la conga; Fernando Sandoval, en el Güiro; Alfredo Díaz Caro, en el bajo eléctrico; y Carlos Quezada, en la batería y el guitarrista Alejandro Alcalá.

### Internacionalización
El éxito no se hizo esperar y pronto fueron solicitados en el centro y norte de México, Centroamérica y Estados Unidos, realizando extensas giras que reafirmaron la calidad de ejecución y el éxito de sus discos.
Gracias a su entrega y profesionalismo, se presentaron en programas de talla nacional tales como: Siempre en domingo (programa de televisión mexicano), En Vivo con Ricardo Rocha, Hoy de Guillermo Ochoa, Eco noticias con el Gallo Calderón, Buenos Días, un nuevo día con César Costa, El show de Johnny Canales, Órale primo con Jesús Soltero y otros más. Tuvieron altas ventas (certificación de ventas discográficas) con diez discos de Oro y uno de Platino, además de muchos reconocimientos.

### Cambios de Integrantes
En 1987 sale de la agrupación Vicente Macías y en su lugar entró José Luis Prado Mariscal en la percusión. En 1988, tras las salida de Pedro Ortiz, entra Gerardo Vallejo en el sax. Dos años después, se daría otro cambio: Alfredo Díaz y Carlos Quezada darían entrada a Javier Leal y José Luis Mariscal "El Pipiolo", respectivamente. Para 1992 ingresa a la agrupación Federico Díaz en la trompeta.
Con el tiempo ha seguido habiendo cambios en los integrantes del grupo, pero siempre con las voces originales de Arturo Ortiz y Víctor Manuel Solís. También se han incluido en varias ocasiones nuevas voces como la de Gerardo López Veloz quien grabó el Paso del Gusanito, Marcela, La Vaca Loca, Peligro, entre otras. Alberto Juárez quien grabó La vida Gacha, Y Tú Te Vas del disco "Éxitos quemantes" volumen V, David Soto que grabó el sencillo Dos mujeres. Actualmente Jorge Luis Jiménez quien ya tiene varios años en la agrupación. Reciente el ingreso de  Eddier Rivas, nuevo vocalista.  Sin duda alguna, los grandes éxitos salieron de las voces de Arturo Ortiz, La hierba se movía (participación especial en la batería Abraham García Robles de Cd Victoria Tamaulipas), Al corazón no se engaña, Imagina, En la laguna, loco...), Ines Ortiz ( Viento, Las palabras, A ella, Soledad,...) y Víctor Manuel Solís (la burlona, ojos, eres, dame lo que me gusta,...).
Vocalistas:
Arturo Ortiz (1983 - actualmente)
Víctor Manuel Solís (1983 - 1999; 2007 - 2014) 
j. Ines Ortiz (1983 - 2007)
Gerardo López Veloz (1999 - 2007)
Alberto Juárez (2003; 2008 - 2011;2018)
David Soto (2007)
Jorge Luis Jiménez (2011 - actualmente)
Eddier Rivas (2013 - actualmente)
Alfredo Díaz (1983 - 1991)
Javier Leal (1991 - 1999; 2007 - actualmente).
- La Burlona (1983)
- Regreso La Medallita (1984)
- Un Brindis Para Mi Pueblo (1985)
- Éxitos Quemantes (1987)
- Éxitos Quemantes Vol. 2 (1988)
- Loco (1988)
- Bailando Bien (1989)
- Pa' lla Y Pa' ca (1990)
- Éxitos Quemantes Vol. 3 (1991)
- Duro A La Baila (1992)
- Éxitos Quemantes Vol. 4 (1993)
- Al Corazón No Se Engaña (1994)
- Magia De Mujer (1997)
- Para Todos Con Sabor (2001)
- Electrocumbiate (2002)
- Apretaito (2003)
- Éxitos Quemantes Vol. 6 (2004)
- Romance Tropicalísimo (2005)
- Se Ve Y Se Siente (2020)

### Chicos De Barrio Y Los Capi
La época dorada de ambas agrupaciones fue cuando conquistaron el continente americano poniendo muy en el alto el nombre de México y de la comarca lagunera, países como Argentina, Colombia, Venezuela, Chile y Brasil han sido testigos de sus grandes éxitos como El Baile del Gavilán, Mucha Lucha, Antología de Caricias, La Cita y La Bomba, Meneando La Pera, La Explosión, Mueve Tu Pompi ambas agrupaciones se han ganado el respeto de varios grandes de la música mexicana como: Marco Antonio Solis, Los Tigres Del Norte, Vicente Fernández, Juan Gabriel han apreciado el trabajo y talento de estos jóvenes laguneros.
Nicho Colombia nacio en la ciudad de Bogotá Colombia, desde muy corta edad se muda a México en la ciudad de Torreón Coahuila donde formo parte de la Sonora Dinamita de Lucho Argain amistad que ya existía entre Lucho e Iván padre de Nicho, poca fue su permanencia en la sonora de 1990 a 1993 en "1994" Nicho conocé al chino nájera que lo invita a formar parte de grupo everest, un año después de que varios integrantes del grupo deciden formar otro proyecto musical llamado los chicos de barrio en "1995" integrantes como: Dimas, Sussy, Yiyo, Poncho, Nicho, Capi, Quiro, Sigua, Juanito, etc. comenzarían un proyecto musical a largo plazo. Nicho Colombia aparte de ser acordeonista es compositor y arreglista de varias canciones de Chicos de Barrio entre otras agrupaciones más con quién a colaborado, Nicho actualmente está casado con la ex, conductora de multimedios televisión Mercedes Torres ella llego a conducir programas como: super clásico, mira que bonito, las noches del fútbol y aficionados tras formar parte de chicos de barrio durante 25 años (1995-2020) hoy en día cuenta con su agrupación llamada Nicho Colombia y Sus Vallenatos actualmente su gira se encuentra en Colombia ciudades como: Bogotá, Medellín, Cali, Barranquilla, Pereira, Cartagena, etc. han sido testigos de su música, aparte porque Nicho es muy querido en su país natal y reconocido después de haberle dado vida a ese éxito mundial llamado "Mucha Lucha" en aquel lejano año 2002 con los Chicos de Barrio.

## Iniciadores CHDB
Es una agrupación nueva en Torreón Coahuila por ex, integrantes de chicos de barrio, su nombre lo dice "Iniciadores" de aquel lejano 1995 cuando comenzaba el proyecto musical, hoy en día después de 30 años vuelven a juntarse por el gustó de la gente, tras el fallecimiento de Susana Ortiz voz y líder de chicos de barrio, el público lagunero quería que se le rindiera un homenaje digno a la reina lagunera y sus amigos de toda la vida escucharon al público y decidieron formar este proyecto que en poco tiempo a dado el resultado inesperado, otras ciudades de la república mexicana y en los estados unidos han pedido llevar a la agrupación, los señores rogelio cano y amador granados les han comentado a los muchachos acerca de los éxitos que les esperan a futuro,  siempre con la humildad y los pies sobre la tierra consintiendo a su público querido....
" Álbumes "
- El Barrio Nunca Se Olvida (2024)
- Ayer Fue Chicos, Hoy Es Iniciadores (2024)

" Integrantes "
- Yiyo (teclado y acordeón)
- Poncho (guitarra eléctrica)
- Capi (batería)
- Quiro (bajo electrónico)
- Pavas (güiro)
- Sergio (saxofón)
- Richie (saxofón)
- Gera (trompeta)
- Derek (percusiones)
- Daniela (voz)
- Gervin (voz)
- Junior (voz y presentador)
- Tomy (timbales)
- Susana (voz) + (fallecida en el 2024)
- Sigua (congas) + (fallecido en el 2005)

## El Komarcon Loko
- Discografia Completa
- Y No Estamos Lokos, Así Llegamos (2023)
- Te Gusta El Taaa Vol. 2 (2023)
- Los Reyes Del Tiktok (2024)
- Varita De Caña Vol. 4 (2024)
- Pégale Papá Vol. 5 (2025)
- Festejando Nuestro 2do Aniversario (2025)
- Integrantes
- Charly (voz y coros)
- Pepe (1ra voz)
- Jerry (voz)
- Tacho (coros)
- Oscarin (batería)
- Moncho (saxofón)
- Pilo (trompeta)
- Mata (trompeta)
- Jonny (bajo)
- Ruso (guitarra)
- Piquino (teclado)
- Mota (güiro)
- Cheto (congas)
- Gordo (bailarín)
- Pablito (bailarín)
- Presentaciones
- Torreón
- Gómez Palacio
- Lerdo
- Matamoros
- Francisco l Madero
- San Pedro
- Saltillo
- Monclova
- Monterrey
- Guadalajara
- Aguascalientes
- Ciudad Juárez
- Cancún
- El Paso
- Houston
- Dallas
- San Antonio

## Agrupaciones Relacionadas
- Los Cuchos Boys

" Discografia "
- No Hay Manera (2004)
- A Pesar De Todo (2005)
- Y Llegó El Sabor (2006)
- Kumbia Progresiva (2007)
- Cuchos X2 (2008)
- Envidiosos (2009)
- La Vida Loca (2010)

- Los Capi

" Discografia Completa "
- Las Caderas De Raquel (2000)
- Son Una Bomba (2001)
- La Mera Vena (2002)
- Ritmo Urbano (2003)
- Con Todo El Sabor (2004)
- Comunicación (2005)
- La Onda Retro (2006)
- Capi Fussion (2007)
- Muévete (2008)
- Prendete (2009)
- La Guachinanga (2010)
- Me Dejo Solito (2011)
- Vamonos Rikis (2012)
- Mueve Tu Pompi (2013)
- Bailando Por Ahí (2014)
- XV Aniversario (2015)
- La Nueva Era (2016)
- Y Llegaron...los capi (2017)
- Tirando Barrio Machín (2018)
- Química De Amor (2019)
- El Baile Del Cuernudo (2020)
- La Pandemia Cumbiambera (2021)
- La Onda Retro ll (2022)
- De Rol En Mi Ranfla (2023)

El 4 de julio del 2005 falleció Rubén Rincona mejor conocido como "El Sigua" quién fuera integrante de las agrupaciones Chicos de Barrio y Los Capi el sigua falleció a causa de un paro cardíaco cuando se encontraba de vacaciones junto a su familia en Medellín Colombia, la tarde del 4 de julio llegando a Torreón Coahuila, se comenzó a sentir mal y en esa noche lamentablemente falleció.
- Chicos De Barrio

" Discografia Completa "
- Triste Lagunera (1995)
- Te Invito A Bailar (1996)
- Salió Mejor (1997)
- En Tu Corazón (1998)
- Vato Loco (1999)
- La Lola (2000)
- Dominando Y Controlando (2001)
- En La Esquina (2002)
- Barrio Mix (2003)
- Reggae Hop (2004)
- Puros Vatos...Choca Y Rebota (2005)
- Década (2006)
- The Best Of Da Comark (2007)
- Güe, Güe, Güepa (2008)
- Sibirikipau (2009)
- XV Aniversario (2010)
- XV Aniversario Vol. 2 (2010)
- Anécdotas Del Barrio (2011)
- Me Marcho Pero No Me Voy (2012)
- Los Barrios De La Comarca Lagunera (2013)
- Juntos Por Siempre (2014)
- La Unión Hace La Cumbia (2015)
- La Mara Salvatrucha (2016)
- Vaya,  Vaya (2017)
- Evolutión (2018)
- Los Cholos Han Regresado (2019)
- XXV Aniversario Tributo A Los Bukis (2020)
- Unidos Salimos Adelante (2021)
- Los Reyes De La Cumbia Lagunera (2022)
- Ya Te La Sabes... (2023)

- Los Primeritos De Colombia

" Discografia Completa "
- Candela Pura (2003)
- Amigos Del Folklore (2005)
- 100% Colombianos De Corazón (2007)
- Desde MI Barrio Colombiano, Para Ti Con Amor (2009)
- La Fiesta De Maria Dolores (2011)
- Con Mucha Sabrosura (2013)
- Verano Sin Final (2015)
- De Cañonazo (2017)
- 15 Aniversario (2018)
- Cuando Te Enfermes De Amor (2019)
- Los Embajadores De La Música Colombiana (2021)
- Tengo Miedo De Amar (2023)

Los Primeritos De Colombia se fundaron en el año "2003" por Richie Luna y Nicho Colombia proyecto que al pasó del tiempo sigue estando al gusto de la gente y del público lagunero dando un estilo único (vallenato colombiano con cumbia lagunera) genero mezclado que pocas agrupaciones tienen como Chicos De Barrio y Primeritos De Colombia con el sello de la acordeón bajo el mando de Nicho Colombia...
- El Gran Jefe

" Discografia Completa "
- Libre (2000)
- Punta De Lanza (2001)
- Goza Tu Vida (2002)
- Sin Parar (2003)
- Cumbia Carnaval (2004)
- La Ranfla (2005)
- Del Pueblo Para El Pueblo (2006)

- Poder Urbano

" Discografia Completa "
- Cumbia Del Violin (2008)
- Te Corto El Pelo (2010)
- La Cumbia Del Chango (2012)
- Velocidad 6 (2014)
- Te Prende (2016)
- Poder Lagunero (2018)
- El Baile Del Camaleón (2022)

- El Orkeston Loko

" Discografia Completa "
- El Manicomio Del Sabor (2001)
- Homenaje Al Tropicalisimo Apache (2002)
- El Baile Loco (2003)
- Bien Machín Y Chidote (2004)
- Y Va De Nuez...pareja (2005)
- Totalmente Locos Y Maniacos (2006)
- La Crema Y Nata De La Comarca Lagunera (2007)
- La Vecinita (2008)
- Y Seguimos Siendo Los #1 De La Comarca Lagunera (2009)
- Y Llegó Tu Papi (2010)
- Fus10nando (2011)
- Duro Santos Duro (2012)
- Y Sigue El Buen Sabor (2013)
- La Base Del Sabor (2014)
- La Locura Musical (2015)
- XV Aniversario (2016)
- La Mordidita (2017)
- Reventón Lagunero (2018)
- El Pasadiscos (2019)
- Al Estilo De La Comarca (2020)
- Éxitos 3 CDS (2021)

- Tropicalisimo Lobo

" Discografia Completa "
- Piel De Seda (1988)
- El Ritmo Te Llama (1989)
- Besos De Fuego (1990)
- El Traje De Eva (1992)
- Toquen Y Toquen (1994)
- Ritmo Y Amor (1996)
- La Chica De La Tanga (1998)
- El Papalote (2000)
- Que Reventón (2002)
- Que El Ritmo No Paré (2004)
- Lobo Al 100% (2006)
- Con Todo El Sabor Lagunero (2008)
- Un Lobo Por Tu Amor (2010)
- Ritmo Y Corazón (2012)
- Aún Vive (2014)

## Integrantes
- Francisco Santacruz (guitarra eléctrica)
- Javier Leal "Cuadri" (bajo eléctrico)
- Jacobo Esquivel (batería)
- Arturo Ortiz Jr. "Parre" (teclado)
- Kevin Ortiz (congas)
- Beto Nájera (saxofón)
- David Silva (trompeta)
- Yahell Navarro (güiro)
- Eddier Rivas (vocalista)
- Abraham Moreno (vocalista)
- José Ángel Fernández "La Roca" vocalista)

## Antiguos
- José Inés Ortiz (teclado)
- Pedro Ortiz (saxofón)
- Logan Ortiz (congas) +
- Víctor Solís (vocalista)
- Lalo (vocalista)
- David (vocalista)
- Freddy (bajo electrónico)
- Carlos (trompeta)
- Gerardo (saxofón)
- Miguel (güiro)

## Discografía
- La Burlona (1984)
- Regreso La Medallita (1985)
- Un Brindis Para Mi Pueblo (1986)
- Loco (1987)
- Éxitos Quemantes (1988)
- Éxitos Quemantes Vol. 2 (1989)
- Bailando Bien (1990)
- Pa'lla Y Pa'ca (1991)
- Éxitos Quemantes Vol.  3 (1992)
- Duro A La Baila (1993)
- Éxitos Quemantes Vol.  4 (1994)
- Al Corazón No Se Engaña (1995)
- 15 Éxitos (1996)
- El Orgullo De La Laguna (1997)
- Magia De Mujer (1998)
- Éxitos Quemantes Vol.  5 (1999)
- El Milenio Tropical (2000)
- Para Todos Con Sabor (2001)
- Electrocumbiate (2002)
- La Tribu De Los Apaches (2003)
- Apretaito (2004)
- Romance Tropicalisimo (2005)

VIDEOS OFICIALES:
Me Gustas 1997
Te Gusta Tequila Te Gusta Cerveza 2001
El Paso del Gusanito 2003
La Vaca Loca 2005
El  Camionero 2017      
Talento de televisión(1998)

## Viva La Radio Bogota Colombia 2004 & 2005
En el 2004 y 2005 las estaciones de radio de colombia rompieron record hicieron los eventos más grandes y hasta el momento los mejores viva la radio insuperable al estilo mexicano invitando grandes agrupaciones como....
" 2004 "
- Super Bandon Pobreza
- Tropicalisimo Lobo
- Sonora Everest
- Banda Machos
- Los Invasores De Nuevo León
- El Gran Silencio
- Kumbia Kings
- Los Capi
- Chicos De Barrio
- Banda El Recodo
- Tropicalisimo Apache
- Los Tigres Del Norte
- Marco Antonio Solís
- Vicente Fernández

" 2005 "
- Rayito Colombiano
- Los Angeles Azules
- Grupo Cañaveral
- K-Paz De La Sierra
- Banda Maguey
- Maná
- Celso Piña
- Grupo Montez De Durango
- Chicos De Barrio
- Tropicalisimo Apache
- La Arrolladora Banda El Limón
- Banda El Recodo
- Juan Gabriel
- Joan Sebastián

eventos que conquisto al pueblo colombiano con la música mexicana....